# Phegopteris connectilis
Phegopteris connectilis es una especie de helecho nativo de los bosques del Holártico.

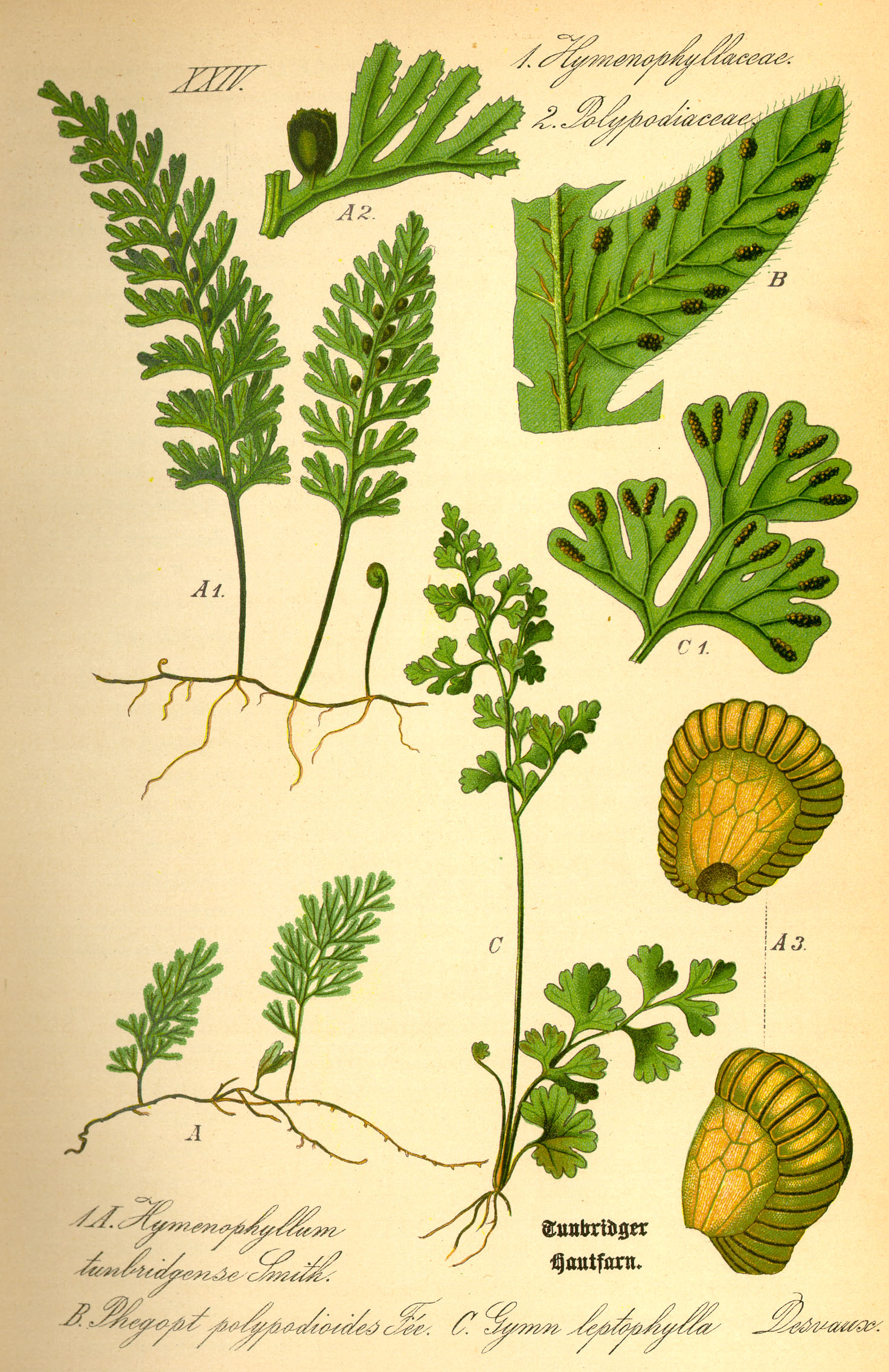
Ilustración

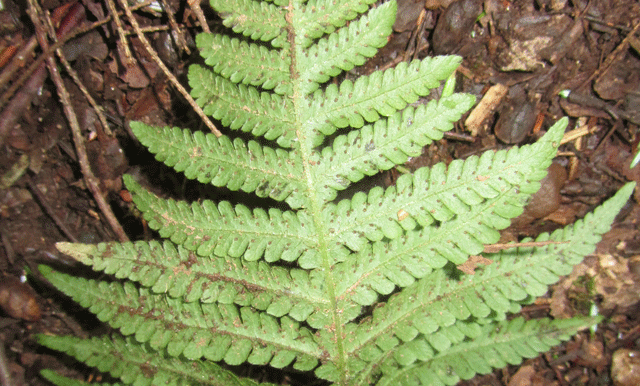
Frondes

A diferencia de su pariente cercano, Phegopteris hexagonoptera , que es terrestre, esta especie es a menudo litofita así como terrestre.
Esta especie es normalmente apogamous, con un número de cromosomas de n = 90 (triploide; "3n" = 90). 

## Química
Los compuestos fenólicos 2,4,6-trihydroxybenzoic acid-4-O-2′,3′,4′,6′-tetraacetylglucoside, 2,4,6-trihydroxybenzoic acid-4-O-2′,3′,6′-triacetylglucoside, 2,4,6-trihydroxybenzoic acid-4-O-3′,4′,6′-triacetylglucoside, 3-O-p-coumaroylshikimic acid, 2-(trans-1,4-dihydroxy-2-cyclohexenyl)-5-hydroxy-7-methoxychromone, kaempferol and kaempferol-3-O-β-d-glucoside pueden ser aislados a partir del extracto metanólico de frondas de Phegopteris connectilis.

## Taxonomía
Phegopteris connectilis fue descrita por (Michx.) Watt y publicado en Canadian Naturalist and Geologist, n.s. 3: 159. 1866.
Sinonimia
- Dryopteris phegopteris (L.) C. Chr.
- Lastrea phegopteris Bory ex Newnham
- Polypodium connectile Michx.
- Polypodium phegopteris L.[3]